# سام هنت (مغني)
سام هنت (بالإنجليزية: Sam Hunt)‏ هو مغني ومغن مؤلف أمريكي، ولد في 8 ديسمبر 1984 في كيدرتون في الولايات المتحدة.

## وصلات خارجية
- الموقع الرسمي
- سام هنت على موقع IMDb (الإنجليزية)
- سام هنت على موقع ميوزك برينز (الإنجليزية)
- سام هنت على موقع أول ميوزيك (الإنجليزية)
- سام هنت على موقع ديسكوغز (الإنجليزية)
- سام هنت على موقع قاعدة بيانات الفيلم (الإنجليزية)